# Tauxigny-Saint-Bauld
Tauxigny-Saint-Bauld é uma comuna francesa na região administrativa do Centro-Vale do Loire, no departamento de Indre-et-Loire. Estende-se por uma área de 40.94 km². Em 2010 a comuna tinha 1 735 habitantes (densidade: 42,4 hab./km²).
Foi criada em 1 de janeiro de 2018, a partir da fusão das antigas comunas de Tauxigny (sede da comuna) e Saint-Bauld.